# Spermacoce ivorensis
Spermacoce ivorensis är en måreväxtart som beskrevs av Rafaël Herman Anna Govaerts. Spermacoce ivorensis ingår i släktet Spermacoce och familjen måreväxter. Inga underarter finns listade i Catalogue of Life.